# São Paulos Grand Prix 2024
São Paulos Grand Prix 2024 (officielt navn: Formula 1 Lenovo Grande Prêmio de São Paulo 2024) var et Formel 1-løb, som blev kørt den 3. november 2024 på Autódromo José Carlos Pace i São Paulo, Brasilien. Det var det 21. løb i Formel 1-sæsonen 2024, og det femte løb i sæsonen til at blive kørt med sprint race-formatet.

## Sprintkvalifikation
| Pos.               | Nr. | Kører            | Konstruktør                  | Del 1    | Del 2    | Del 3     | Grid |
| ------------------ | --- | ---------------- | ---------------------------- | -------- | -------- | --------- | ---- |
| 1                  | 81  | Oscar Piastri    | McLaren-Mercedes             | 1.10,265 | 1.09,239 | 1.08,899  | 1    |
| 2                  | 4   | Lando Norris     | McLaren-Mercedes             | 1.09,477 | 1.09,063 | 1.08,928  | 2    |
| 3                  | 16  | Charles Leclerc  | Ferrari                      | 1.10,388 | 1.09,248 | 1.09,153  | 3    |
| 4                  | 1   | Max Verstappen   | Red Bull Racing-Honda RBPT   | 1.10,409 | 1.09,489 | 1.09,219  | 4    |
| 5                  | 55  | Carlos Sainz Jr. | Ferrari                      | 1.10,503 | 1.09,500 | 1.09,257  | 5    |
| 6                  | 63  | George Russell   | Mercedes                     | 1.10,479 | 1.09,683 | 1.09,443  | 6    |
| 7                  | 10  | Pierre Gasly     | Alpine-Renault               | 1.10,630 | 1.09,610 | 1.09,622  | 7    |
| 8                  | 30  | Liam Lawson      | RB-Honda RBPT                | 1.10,576 | 1.09,827 | 1.09,941  | 8    |
| 9                  | 23  | Alexander Albon  | Williams-Mercedes            | 1.10,366 | 1.09,844 | 1.10,078  | 9    |
| 10                 | 50  | Oliver Bearman   | Haas-Ferrari                 | 1.10,442 | 1.09,629 | Ingen tid | 10   |
| 11                 | 44  | Lewis Hamilton   | Mercedes                     | 1.10,625 | 1.09,941 | N/A       | 11   |
| 12                 | 27  | Nico Hülkenberg  | Haas-Ferrari                 | 1.10,466 | 1.09,964 | N/A       | 12   |
| 13                 | 11  | Sergio Pérez     | Red Bull Racing-Honda RBPT   | 1.10,392 | 1.10,024 | N/A       | 13   |
| 14                 | 43  | Franco Colapinto | Williams-Mercedes            | 1.10,470 | 1.10,275 | N/A       | 14   |
| 15                 | 77  | Valtteri Bottas  | Kick Sauber-Ferrari          | 1.10,861 | 1.10,595 | N/A       | 15   |
| 16                 | 14  | Fernando Alonso  | Aston Martin Aramco-Mercedes | 1.10,978 | N/A      | N/A       | PL   |
| 17                 | 31  | Esteban Ocon     | Alpine-Renault               | 1.11,052 | N/A      | N/A       | 16   |
| 18                 | 22  | Yuki Tsunoda     | RB-Honda RBPT                | 1.11,121 | N/A      | N/A       | 17   |
| 19                 | 18  | Lance Stroll     | Aston Martin Aramco-Mercedes | 1.11,280 | N/A      | N/A       | PL   |
| 20                 | 24  | Zhou Guanyu      | Kick Sauber-Ferrari          | 1.12,978 | N/A      | N/A       | PL   |
| 107%-tid: 1.14,340 |     |                  |                              |          |          |           |      |
| Kilde:             |     |                  |                              |          |          |           |      |

Noter;
↑1 - Fernando Alonso, Lance Stroll og Zhou Guanyu måtte alle starte fra pit lane efter at have lavet ændringer på deres bil under parc fermé. 

## Sprint
| Pos.                                                             | Nr. | Kører            | Konstruktør                  | Omgange | Tid/Udgået | Startpos. | Point |
| ---------------------------------------------------------------- | --- | ---------------- | ---------------------------- | ------- | ---------- | --------- | ----- |
| 1                                                                | 4   | Lando Norris     | McLaren-Mercedes             | 24      | 29.46,045  | 2         | 8     |
| 2                                                                | 81  | Oscar Piastri    | McLaren-Mercedes             | 24      | +0,593     | 1         | 7     |
| 3                                                                | 16  | Charles Leclerc  | Ferrari                      | 24      | +5,656     | 4         | 6     |
| 4                                                                | 1   | Max Verstappen   | Red Bull Racing-Honda RBPT   | 24      | +6,4971    | 3         | 5     |
| 5                                                                | 55  | Carlos Sainz Jr. | Ferrari                      | 24      | +7,224     | 5         | 4     |
| 6                                                                | 63  | George Russell   | Mercedes                     | 24      | +12,475    | 6         | 3     |
| 7                                                                | 10  | Pierre Gasly     | Alpine-Renault               | 24      | +18,161    | 7         | 2     |
| 8                                                                | 11  | Sergio Pérez     | Red Bull Racing-Honda RBPT   | 24      | +18,717    | 13        | 1     |
| 9                                                                | 30  | Liam Lawson      | RB-Honda RBPT                | 24      | +20,773    | 8         |       |
| 10                                                               | 23  | Alexander Albon  | Williams-Mercedes            | 24      | +24,606    | 9         |       |
| 11                                                               | 44  | Lewis Hamilton   | Mercedes                     | 24      | +29,764    | 11        |       |
| 12                                                               | 43  | Franco Colapinto | Williams-Mercedes            | 24      | +33,233    | 14        |       |
| 13                                                               | 31  | Esteban Ocon     | Alpine-Renault               | 24      | +34,128    | 16        |       |
| 14                                                               | 50  | Oliver Bearman   | Haas-Ferrari                 | 24      | +35,507    | 10        |       |
| 15                                                               | 22  | Yuki Tsunoda     | RB-Honda RBPT                | 24      | +41,374    | 17        |       |
| 16                                                               | 77  | Valtteri Bottas  | Kick Sauber-Ferrari          | 24      | +43,231    | 15        |       |
| 17                                                               | 24  | Zhou Guanyu      | Kick Sauber-Ferrari          | 24      | +54,139    | PL        |       |
| 18                                                               | 14  | Fernando Alonso  | Aston Martin Aramco-Mercedes | 24      | +56,537    | PL        |       |
| 19                                                               | 18  | Lance Stroll     | Aston Martin Aramco-Mercedes | 24      | +57,983    | PL        |       |
| Ret                                                              | 27  | Nico Hülkenberg  | Haas-Ferrari                 | 19      | Udstødning | 12        |       |
| Hurtigste omgang: Sergio Pérez (Red Bull) - 1.11,678 (omgang 24) |     |                  |                              |         |            |           |       |
| Kilde:                                                           |     |                  |                              |         |            |           |       |

Noter:
↑1 - Max Verstappen blev givet en 5-sekunders straf for at ikke følge safety car reglerne. Hans slutposition gik som resultat fra 3. til 4. pladsen.

## Kvalifikation
Kvalifikationen var planlagt til at blive afholdt den 2. november, men efter kraftig regnvejr, så blev sessionen flyttet til den 3. november. Det blev hermed første gang siden Japans Grand Prix 2019, at kvalifikationen blev afholdt samme dag som ræset.
| Pos.                | Nr. | Kører            | Konstruktør                  | Del 1    | Del 2    | Del 3     | Grid |
| ------------------- | --- | ---------------- | ---------------------------- | -------- | -------- | --------- | ---- |
| 1                   | 4   | Lando Norris     | McLaren-Mercedes             | 1.30,944 | 1.24,844 | 1.23,405  | 1    |
| 2                   | 63  | George Russell   | Mercedes                     | 1.29,121 | 1.26,307 | 1.23,578  | 2    |
| 3                   | 22  | Yuki Tsunoda     | RB-Honda RBPT                | 1.29,172 | 1.26,464 | 1.24,111  | 3    |
| 4                   | 31  | Esteban Ocon     | Alpine-Renault               | 1.29,171 | 1.26,206 | 1.24,475  | 4    |
| 5                   | 30  | Liam Lawson      | RB-Honda RBPT                | 1.30,758 | 1.25,654 | 1.24,484  | 5    |
| 6                   | 16  | Charles Leclerc  | Ferrari                      | 1.29,839 | 1.26,097 | 1.24,525  | 6    |
| 7                   | 23  | Alexander Albon  | Williams-Mercedes            | 1.29,072 | 1.25,889 | 1.24,657  | 7    |
| 8                   | 81  | Oscar Piastri    | McLaren-Mercedes             | 1.30,114 | 1.25,179 | 1.24,686  | 8    |
| 9                   | 14  | Fernando Alonso  | Aston Martin Aramco-Mercedes | 1.30,207 | 1.25,035 | 1.28,998  | 9    |
| 10                  | 18  | Lance Stroll     | Aston Martin Aramco-Mercedes | 1.30,580 | 1.26,334 | Ingen tid | 10   |
| 11                  | 77  | Valtteri Bottas  | Kick Sauber-Ferrari          | 1.30,633 | 1.26,472 | N/A       | 11   |
| 12                  | 1   | Max Verstappen   | Red Bull Racing-Honda RBPT   | 1.28,522 | 1.27,771 | N/A       | 171  |
| 13                  | 11  | Sergio Pérez     | Red Bull Racing-Honda RBPT   | 1.30,035 | 1.28,158 | N/A       | 12   |
| 14                  | 55  | Carlos Sainz Jr. | Ferrari                      | 1.30,303 | 1.29,406 | N/A       | PL2  |
| 15                  | 10  | Pierre Gasly     | Alpine-Renault               | 1.29,420 | 1.29,614 | N/A       | 13   |
| 16                  | 44  | Lewis Hamilton   | Mercedes                     | 1.31,150 | N/A      | N/A       | 14   |
| 17                  | 50  | Oliver Bearman   | Haas-Ferrari                 | 1.31,229 | N/A      | N/A       | 15   |
| 18                  | 43  | Franco Colapinto | Williams-Mercedes            | 1.31,270 | N/A      | N/A       | 16   |
| 19                  | 27  | Nico Hülkenberg  | Haas-Ferrari                 | 1.31,623 | N/A      | N/A       | 18   |
| 20                  | 24  | Zhou Guanyu      | Kick Sauber-Ferrari          | 1.32,263 | N/A      | N/A       | 19   |
| 107%-tid: 1.34,7183 |     |                  |                              |          |          |           |      |
| Kilde:              |     |                  |                              |          |          |           |      |

Noter:
↑1 - Max Verstappen blev givet en 5-plads straf for at skifte dele af sin motor.
↑2 - Carlos Sainz Jr. måtte starte fra pit lane efter at have lavet ændringer på hans bil under parc fermé.
↑3 - Eftersom at kvalifikationen blev kørt på en regnvåd bane, så var 107%-reglen ikke i effekt.

## Resultat
| Pos.                                                               | Nr. | Kører            | Konstruktør                  | Omgange1 | Tid/Udgået            | Startpos. | Point |
| ------------------------------------------------------------------ | --- | ---------------- | ---------------------------- | -------- | --------------------- | --------- | ----- |
| 1                                                                  | 1   | Max Verstappen   | Red Bull Racing-Honda RBPT   | 69       | 2:06.54,430           | 17        | 262   |
| 2                                                                  | 31  | Esteban Ocon     | Alpine-Renault               | 69       | +19,477               | 4         | 18    |
| 3                                                                  | 10  | Pierre Gasly     | Alpine-Renault               | 69       | +22,532               | 13        | 15    |
| 4                                                                  | 63  | George Russell   | Mercedes                     | 69       | +23,265               | 2         | 12    |
| 5                                                                  | 16  | Charles Leclerc  | Ferrari                      | 69       | +30,177               | 6         | 10    |
| 6                                                                  | 4   | Lando Norris     | McLaren-Mercedes             | 69       | +3,.273               | 1         | 8     |
| 7                                                                  | 22  | Yuki Tsunoda     | RB-Honda RBPT                | 69       | +42,056               | 3         | 6     |
| 8                                                                  | 81  | Oscar Piastri    | McLaren-Mercedes             | 69       | +44,9433              | 8         | 4     |
| 9                                                                  | 30  | Liam Lawson      | RB-Honda RBPT                | 69       | +50,452               | 5         | 2     |
| 10                                                                 | 44  | Lewis Hamilton   | Mercedes                     | 69       | +50,753               | 14        | 1     |
| 11                                                                 | 11  | Sergio Pérez     | Red Bull Racing-Honda RBPT   | 69       | +51,531               | 12        |       |
| 12                                                                 | 50  | Oliver Bearman   | Haas-Ferrari                 | 69       | +57,085               | 15        |       |
| 13                                                                 | 77  | Valtteri Bottas  | Kick Sauber-Ferrari          | 69       | +1.03,588             | 11        |       |
| 14                                                                 | 14  | Fernando Alonso  | Aston Martin Aramco-Mercedes | 69       | +1.18,049             | 9         |       |
| 15                                                                 | 24  | Zhou Guanyu      | Kick Sauber-Ferrari          | 69       | +1.19,649             | 19        |       |
| Ret                                                                | 55  | Carlos Sainz Jr. | Ferrari                      | 38       | Uheld                 | PL        |       |
| Ret                                                                | 43  | Franco Colapinto | Williams-Mercedes            | 30       | Uheld                 | —4        |       |
| DNS                                                                | 23  | Alexander Albon  | Williams-Mercedes            | 0        | Uheld i kvalifikation | —5        |       |
| DNS                                                                | 18  | Lance Stroll     | Aston Martin Aramco-Mercedes | 70       | Uheld                 | 16        |       |
| DSQ                                                                | 27  | Nico Hülkenberg  | Haas-Ferrari                 | 30       | Skub start6           | 18        |       |
| Hurtigste omgang: Max Verstappen (Red Bull) - 1.20,472 (omgang 67) |     |                  |                              |          |                       |           |       |
| Kilde:                                                             |     |                  |                              |          |                       |           |       |

Noter:
↑1 - Ræset var planlagt til at være på 71 omgange langt, men dette blev reduceret med to efter ræsstarten måtte gentages.
↑2 - Inkluderer point for hurtigste omgang.
↑3 - Oscar Piastri blev givet en 10-sekunders straf for at være skyld i et sammenstød med Liam Lawson. Hans slutposition gik som resultat fra 7. til 8. pladsen.
↑4 - Alexander Albon startede ikke ræset efter et uheld i kvalifikationen. Hans plads på griden var tomt ved ræsstart.
↑5 - Lance Stroll startede ikke ræset efter et uheld på formationsomgangen. Hans plads på griden var tomt ved ræsstart.
↑6 - Nico Hülkenberg blev diskvalificeret efter han blev givet en skub start af marshallerne efter et uheld.

## Stilling i mesterskaberne efter løbet
| Pos. | Kører            | Point |
| ---- | ---------------- | ----- |
| 1    | Max Verstappen   | 393   |
| 2    | Lando Norris     | 331   |
| 3    | Charles Leclerc  | 307   |
| 4    | Oscar Piastri    | 262   |
| 5    | Carlos Sainz Jr. | 244   |

| Pos. | Konstruktør           | Point |
| ---- | --------------------- | ----- |
| 1    | McLaren-Mercedes      | 593   |
| 2    | Ferrari               | 557   |
| 3    | Red Bull-Honda RBPT   | 544   |
| 4    | Mercedes              | 382   |
| 5    | Aston Martin-Mercedes | 86    |